# Biggles a ponorka U-517
Biggles a ponorka U-517 (v originále Biggles' Second Case), je dobrodružná kniha spisovatele W. E. Johnse, jež byla poprvé vydána roku 1948. Celkově jde o 33. knihu o Bigglesovi a druhou, odehrávající se po druhé světové válce. Nejprve vyšla od února do září 1946 na pokračování v osmi dílech v časopise Boy’s Own Paper a následně v roce 1948 knižně.
V češtině vyšla poprvé v roce 1996 v nakladatelství Toužimský a Moravec.

## Děj
Biggles je vyslán, aby pátral poblíž Kerguelen po německé ponorce, která i po skončení války potápí britské lodě. Zároveň pátá i po zlatu, které tato ponorka naloupila.